# Ueckermannseius munsteriensis
Ueckermannseius munsteriensis är en spindeldjursart som först beskrevs av van der Merwe 1965.  Ueckermannseius munsteriensis ingår i släktet Ueckermannseius och familjen Phytoseiidae. Inga underarter finns listade i Catalogue of Life.